# Wolf Huber

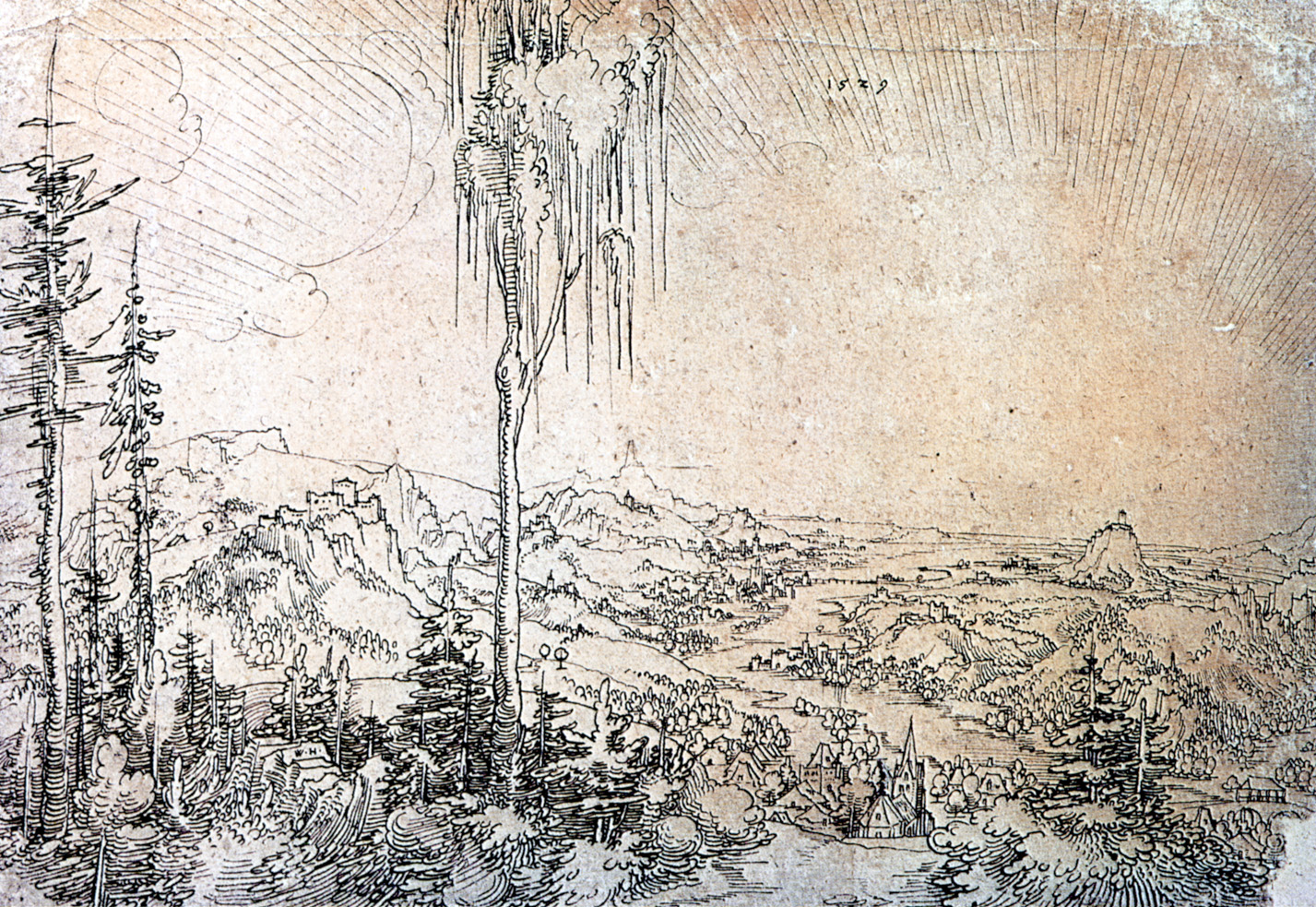
Wolf Huber: Donaulandschaft bei Krems. Federzeichnung, 1529.

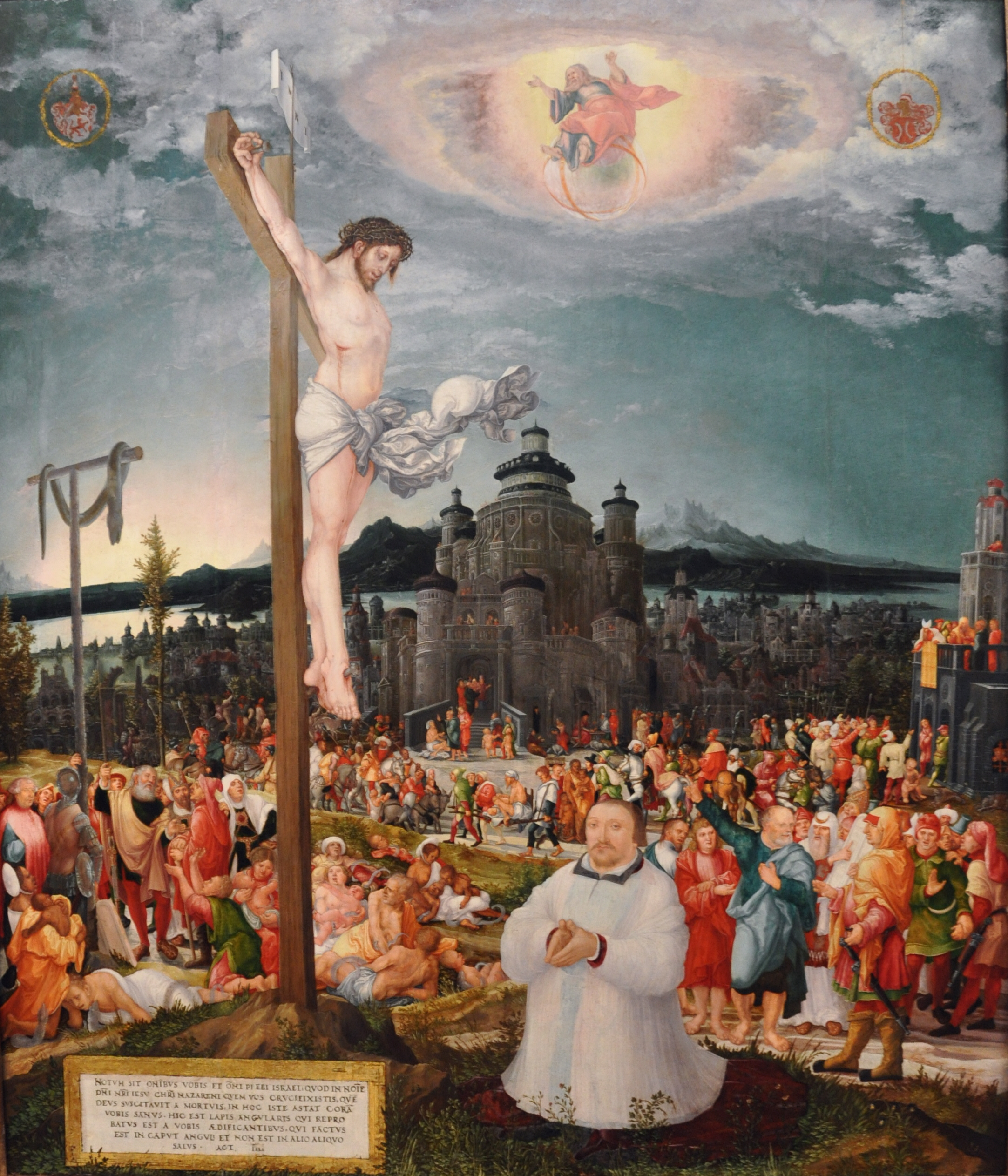
Wolf Huber: Erlösungsallegorie, nach 1543, im Vordergrund der Stifter, der Passauer Bischof Wolfgang von Salm (KHM Wien).

Wolf Huber (* um 1485 in Feldkirch, Vorarlberg; † 3. Juni 1553 in Passau) war ein österreichisch-deutscher Maler, Zeichner und Baumeister der Renaissance.
Über sein Leben ist wenig bekannt. Die frühen Arbeiten weisen starke Ähnlichkeit mit den Werken des Feldkircher Meisters Hans Huber auf, dieser könnte sein Vater oder Onkel gewesen sein. Seine erste signierte, sicher auf ihn zurückzuführende Zeichnung der Mondseelandschaft ist mit 1510 datiert. Die Blätter Harburg im Ries 1513 und Urfahr 1514 sind Belege für die Wanderjahre Hubers. 
Die Vertragsurkunde zum Feldkircher Annenaltar von 1515 nennt ihn „Meister Wolfgang Hueber von Feldkirch, jetzt wohnhaft zu Passau“. Spätestens 1515 wurde er in Passau sesshaft und in seiner Werkstatt tätig. Von einer weiteren Reise donauabwärts nach Wien zeugen die Blätter von Krems 1529 und Donaustrudel bei Grein mit Schloss Werfenstein 1531. Im Jahr 1539 erwarb er zusammen mit seiner Frau Anna Hausbesitz und bald danach das Bürgerrecht. 1540 bestätigte ihn der neue Bischof Graf Salm als Hofmaler, der er dann zeit seines Lebens blieb. 1541 wurde er zum Stadtbaumeister. Als Wolf Huber, mit eigentlichem Vornamen hieß er Wolfgang, starb, hinterließ er seine Frau mit unmündigen Kindern. Auf seinem Grabstein wurde er als „ehrbarer und kunstreicher Mann, Bürger und Hofmaler zu Passau“ bezeichnet.
Huber, der neben Albrecht Altdorfer als der bedeutendste Meister der Donauschule gilt, wird heute vor allem wegen seiner leichthändigen, wie geschriebenen Landschaftszeichnungen geschätzt. Er entwickelte die „beseelte“ Landschaft von innig-zarter Naturschilderung bis zu dämonischen Visionen. In Hubers Malerei gewinnt die Landschaft gegenüber dem Szenischen den Vorrang.

## Hauptwerke
- Annenaltar (1515–1521; Feldkirch, Pfarrkirche St. Nikolaus)
- Abschied Christi von Maria (1519; Wien, Kunsthistorisches Museum)
- Marienaltar (um 1525–1530; Berlin, Gemäldegalerie, und München, Bayerisches Nationalmuseum)
- Kreuzerhöhung (nach 1525; Wien, Kunsthistorisches Museum)
- Passionsaltar (um 1530; München, Alte Pinakothek, und St. Florian bei Linz, Augustiner-Chorherrenstift)
- Erlösungsallegorie (nach 1543; Wien, Kunsthistorisches Museum)
- Bildnis des Jacob Ziegler (1544–1549; Wien, Kunsthistorisches Museum)